# Pellet
Pellets er materiale, der er presset til små, hårde kugler eller pinde.
Typiske eksempler på pellets er forskellige former for foder, malm og såkaldte brændselspiller eller træpiller.